# Потёмкин, Фёдор Илларионович
Фёдор Илларионович Потёмкин (род. ок. 1566) — пристав в Польшу и Литву во времена Ивана Грозного, 1-й голова Смоленска, сын Иллариона Тарасовича «Булгак» Потёмкина.
Пристав у литовского гонца (1569),
в 1570 году послан из Смоленска в Оршу с боярской грамотой к бывшим в Москве польским послам,
дворянин посольства в Польшу (1571),
Пристав у польского посланника (1576).
В 1582 году встречал на литовской границе польского нунция Антония Поссевина и был при нём приставом от границы до Смоленска.
В 1583 году встречал польских послов и был при них приставом от границы до Москвы, затем в 1584 году дворянин посольства в Польшу, а в 1585 году пристав у цесарских послов.
В 1590 году 1-й голова в Смоленске.
Дети:
- Семён Фёдорович Потёмкин (ум. 1664) — Архимандрит Русской православной церкви.
- Ульяна (Иулиана) Фёдоровна Потёмкина — жена Михаила Алексеевича Ртищева.

Внук — Ртищев, Фёдор Михайлович (1626—1673) — друг и фаворит царя Алексея Михайловича.